# Sean Townsend
Pour les articles homonymes, voir Townsend.
Sean Townsend (né le 20 janvier 1979 à Temple (Texas)) est un gymnaste américain.